# Evangelische Kirche (Wolfshausen)

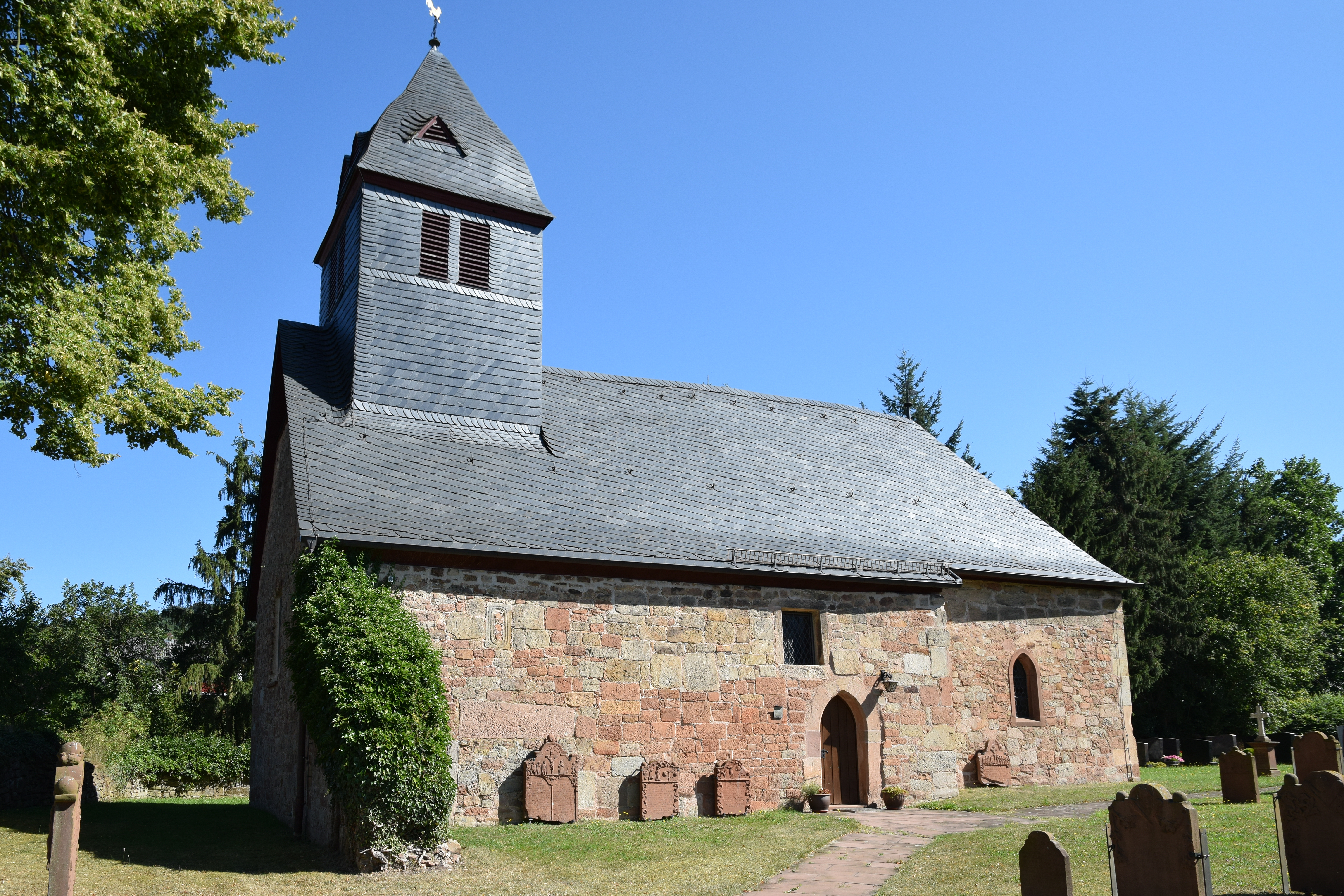
Kirche in Wolfshausen von Süden

Die Evangelische Kirche in Wolfshausen, einem Ortsteil der Gemeinde Weimar (Lahn) im mittelhessischen Landkreis Marburg-Biedenkopf, ist das älteste Gebäude des Ortes. Die aus geschichtlichen Gründen denkmalgeschützte Saalkirche wurde im 11. Jahrhundert im Stil der Romanik errichtet und prägt bis heute das Ortsbild.

## Geschichte

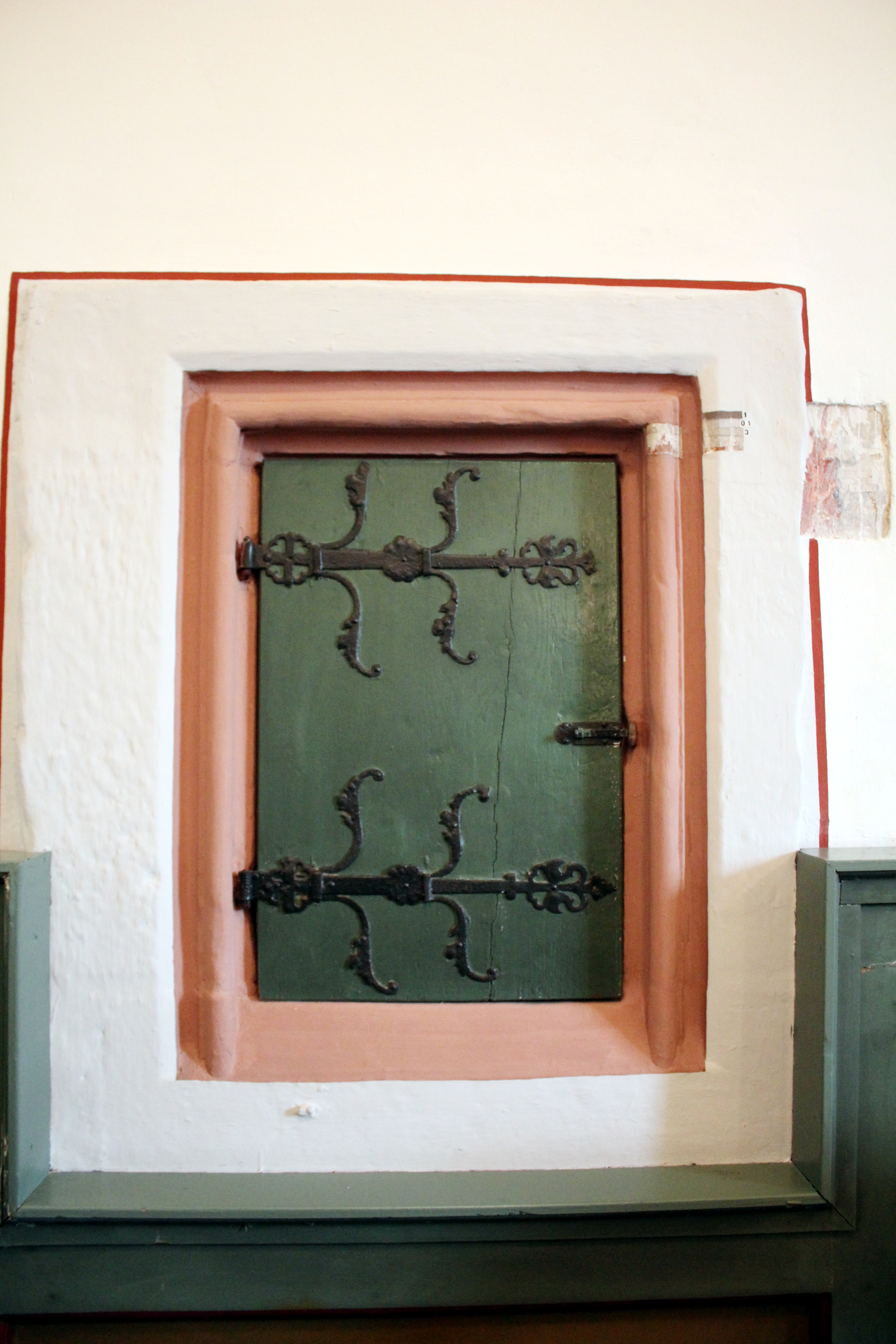
Spätgotische Sakramentsnische

Die Kirche wurde wahrscheinlich im 11. Jahrhundert errichtet, ist aber erst im 13. Jahrhundert urkundlich erwähnt. Sie war ursprünglich dem heiligen Alban geweiht. In mittelalterlicher Zeit diente sie als Wallfahrtskirche und wurde im 13. Jahrhundert zur selbstständigen Pfarrkirche erhoben und in dieser Zeit baulich verändert. Im ausgehenden Mittelalter gehörte Wolfshausen zum Sendbezirk Oberweimar im Dekanat Amöneburg von St. Stephan im Bistum Mainz.
Mit Einführung der Reformation ab 1526 wurde Wolfshausen evangelisch. Bauliche Veränderungen erfolgten 1539/1540. Um das Jahr 1606 folgte ein Wechsel zum reformierten Bekenntnis und 1624 eine Rückkehr zum lutherischen Glauben. Im Jahr 1630 wurde Wolfshausen eine Filiale von Niederwalgern, vorher von Oberweimar und Hassenhausen. Kirchlich wurde der Ort seit 1691 von Cappel betreut. Seit 1957 ist Wolfshausen eine Filiale von Roth.
Veränderungen der Kirche fanden im 18. Jahrhundert statt, als der Chor erhöht wurde. In der zweiten Hälfte des 19. Jahrhunderts wurde die Nordwand umfassend erneuert. Die Glocken wurden im Jahr 1917 an die Rüstungsindustrie abgeliefert und 1925 durch Stahlglocken ersetzt. Im Jahr 1952 ließ die Kirchengemeinde ein spitzbogiges Ostfenster in gotischen Formen einbrechen. Bei einer Innenrenovierung 1974 wurde der Altar neu aufgemauert und der Fußboden neu mit Platten verlegt. Das Gestühl im Chor wurde durch Einzelstühle ersetzt und die ehemalige Brüstung direkt an die Chorwände verlegt. Das romanische Taufbecken, das bis dahin hinter der Kirche aufgestellt war, erhielt wieder seinen Platz in der Kirche. Seit 1974 erklingt wieder ein Dreiergeläut aus Bronze.
Eine Sanierung des undichten Dachs folgte im Jahr 2008/2009, die die Dachkonstruktion und die Deckenbalken einschloss. Zudem wurde die Lehmdecke wiederhergestellt und ergänzt sowie die Risse in den Außenmauern beseitigt. 2013/2014 schloss sich eine Innenrenovierung an, die eine Erneuerung der Heizung, der Elektrik und des Innenputzes umfasste.
Die evangelischen Kirchengemeinden Roth, Wenkbach-Argenstein und Wolfshausen fusionierten im Jahr 2006 zur evangelisch-lutherischen Kirchengemeinde Roth. Diese bildet zusammen mit Fronhausen, Hassenhausen und Niederwalgern-Oberwalgern das „Großkirchspiel Unteres Lahntal“, das innerhalb des Kirchenkreises Marburg zur Evangelischen Kirche von Kurhessen-Waldeck gehört.

## Architektur

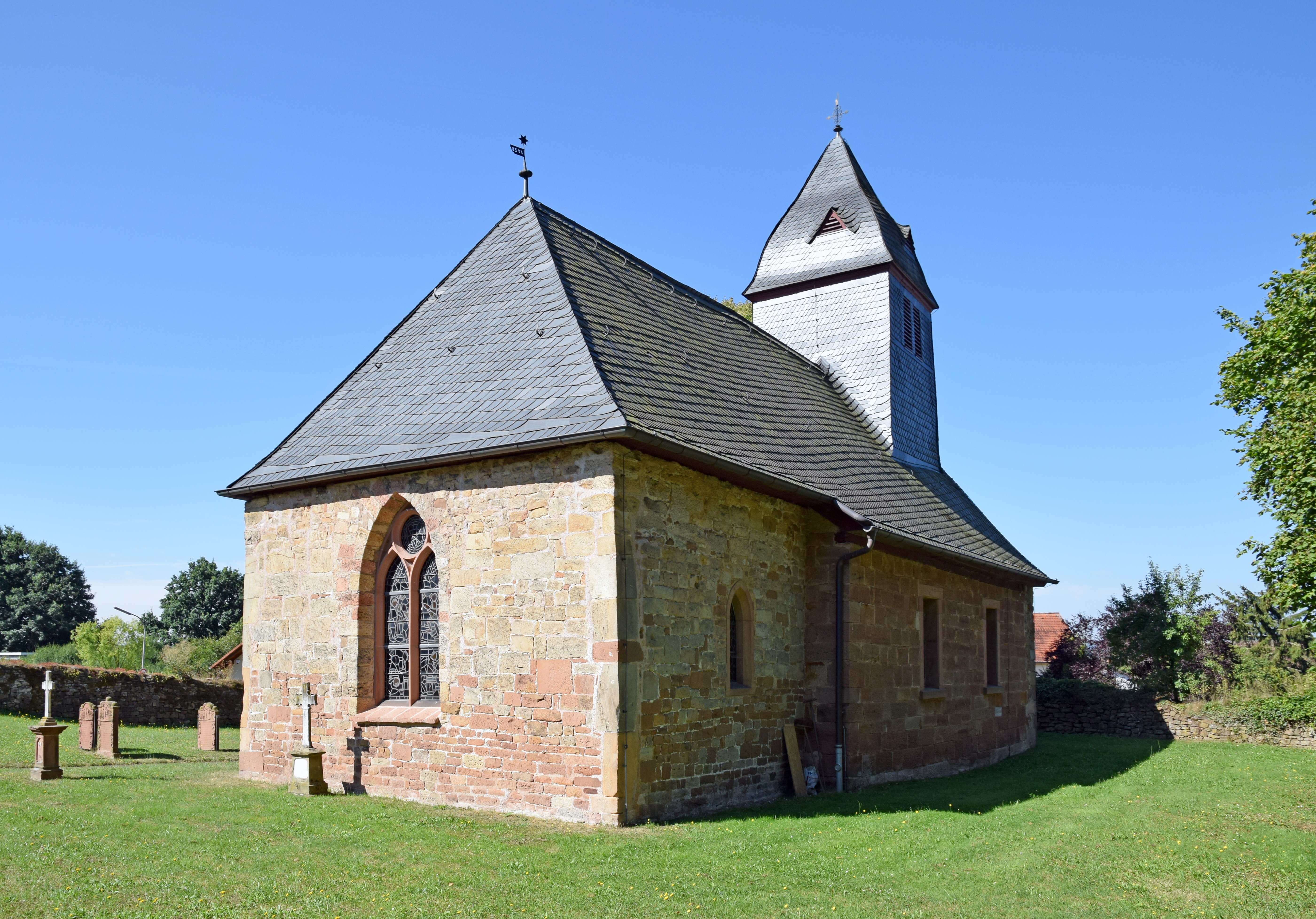
Kirche von Nordosten

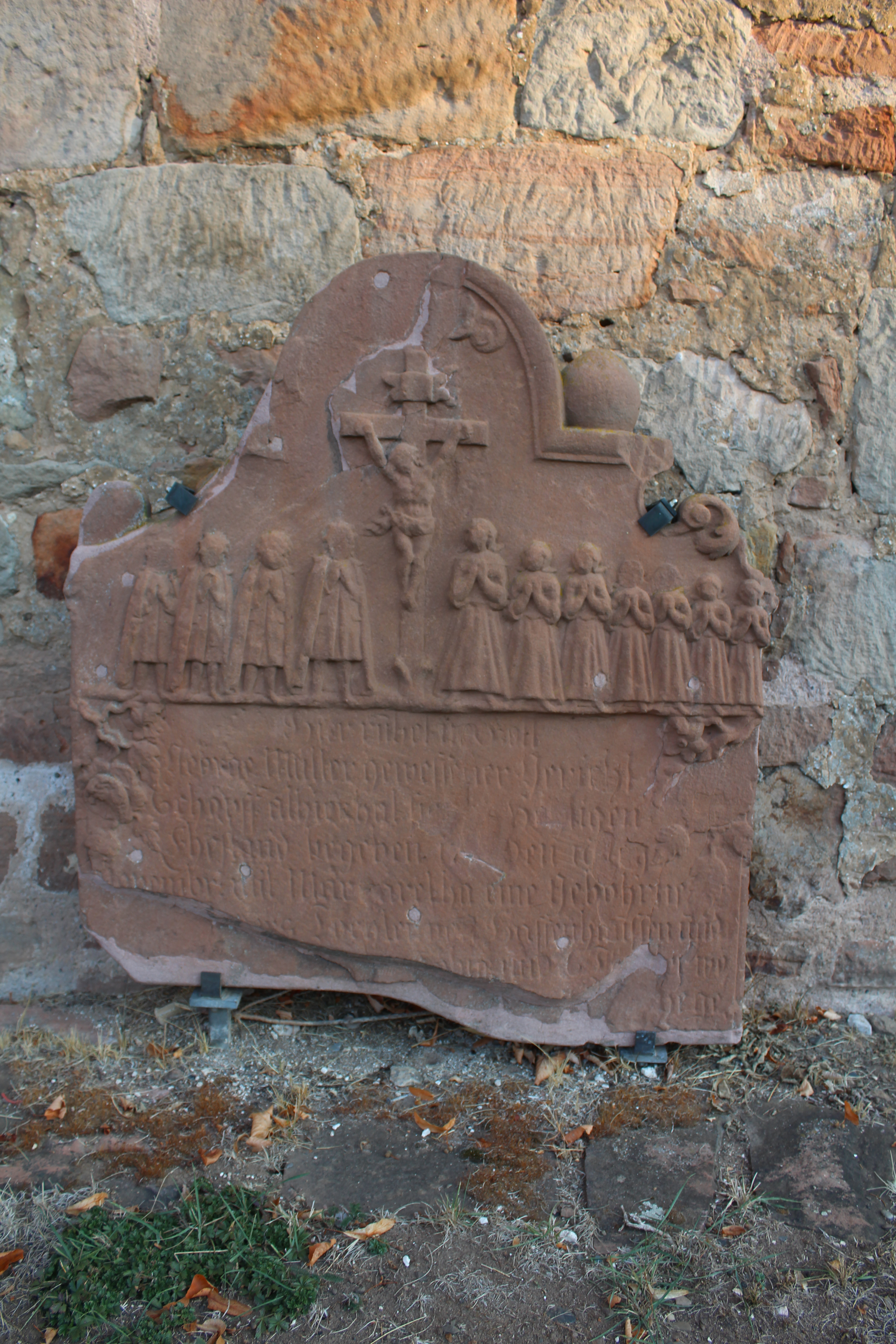
Barocker Grabstein an der Südmauer

Die in etwa geostete Saalkirche mit Rechteckchor ist erhöht am östlichen Ortsrand aus Bruchsteinmauerwerk mit Eckquaderung aus Sandstein errichtet. Der umgebende Friedhof wird an drei Seiten von einer Mauer umschlossen.
Die kleine Kirche wird von einem verschieferten Satteldach bedeckt, das im Osten abgewalmt ist. Eine Windfahne im Osten ist mit der Jahreszahl 1728 bezeichnet und weist auf den Umbau des Chors hin, der zu dieser Zeit unter einem gemeinsamen Dachfirst mit dem Schiff vereint wurde. In der westlichen Südseite des Schiffs sind als Spolien ein hochsitzendes, monolithisches, abgerundetes Schlitzfenster und darunter ein großer romanischer Rechtecksturz vermauert, der auch als Grabplatte gedeutet worden ist. Zusammen mit Mauerresten an der Südwestecke können sie auf einen ursprünglichen Anbau, womöglich einen Turm, hinweisen.
Im Inneren öffnet ein Rundbogen den etwas eingezogenen und um eine Stufe erhöhten Rechteckchor zum Schiff. Dem Dach ist im Westen ein vierseitiger, vollständig verschieferter, leicht geschwungener Dachreiter aufgesetzt, der von einem vergoldeten Wetterhahn mit Turmknauf und verziertem Kreuz bekrönt wird. Der Schaft des Dachreiters hat im Süden und Norden zwei hochrechteckige Schallöffnungen und im Dach vier vorkragende dreieckige Öffnungen für das Geläut.
Das Innere des Chors wird durch ein zweibahniges Maßwerkfenster aus rotem Sandstein von 1952 und im Süden und Norden durch je ein kleines Spitzbogenfenster mit Gewände aus rotem Sandstein belichtet. In der Nordwand des Schiffes sind zwei hochrechteckige, in der westlichen Giebelseite ein hochrechteckiges und in der Südseite links vom Portal ein kleines hochsitzendes Rechteckfenster eingelassen. Ein spitzbogiges Sandsteinportal an der Südseite erschließt das Gotteshaus.
Westlich vom Portal sind drei barocke Grabsteine des 18. Jahrhunderts aus Rotsandstein und weiter östlich ein vierter aufgestellt. Sie haben unter dem rundbogigen Abschluss bildliche Darstellungen. Zwei zeigen den Verstorbenen, der von Blumen als Zeichen der Vergänglichkeit flankiert wird, zwei stellen die Familie des Verstorbenen unter dem Kreuz dar. Das Schriftfeld wird von rahmenden Rocaillen verziert. Alle vier Grabsteine sind im Sockelbereich abgebrochen.

## Ausstattung

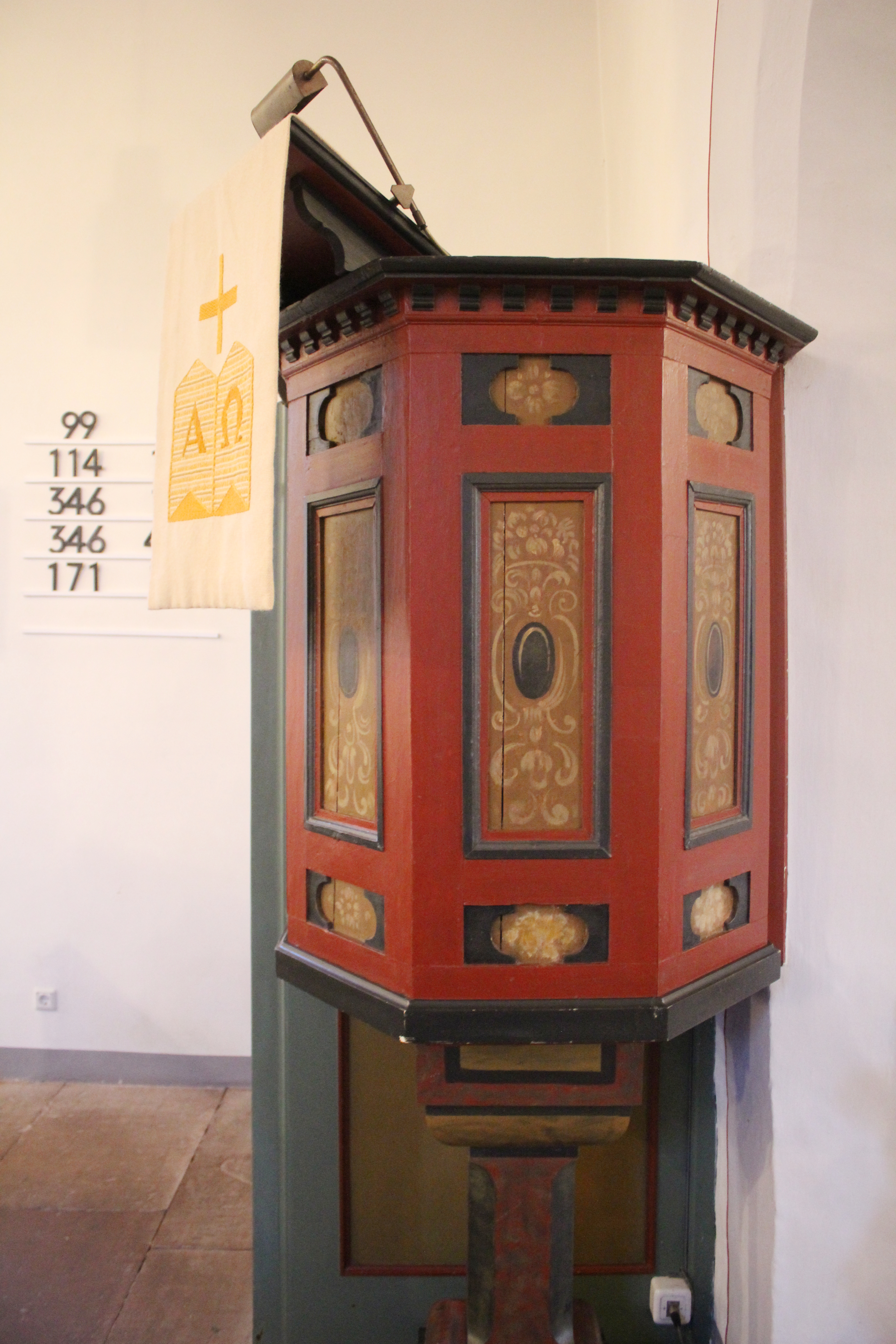
Kanzel

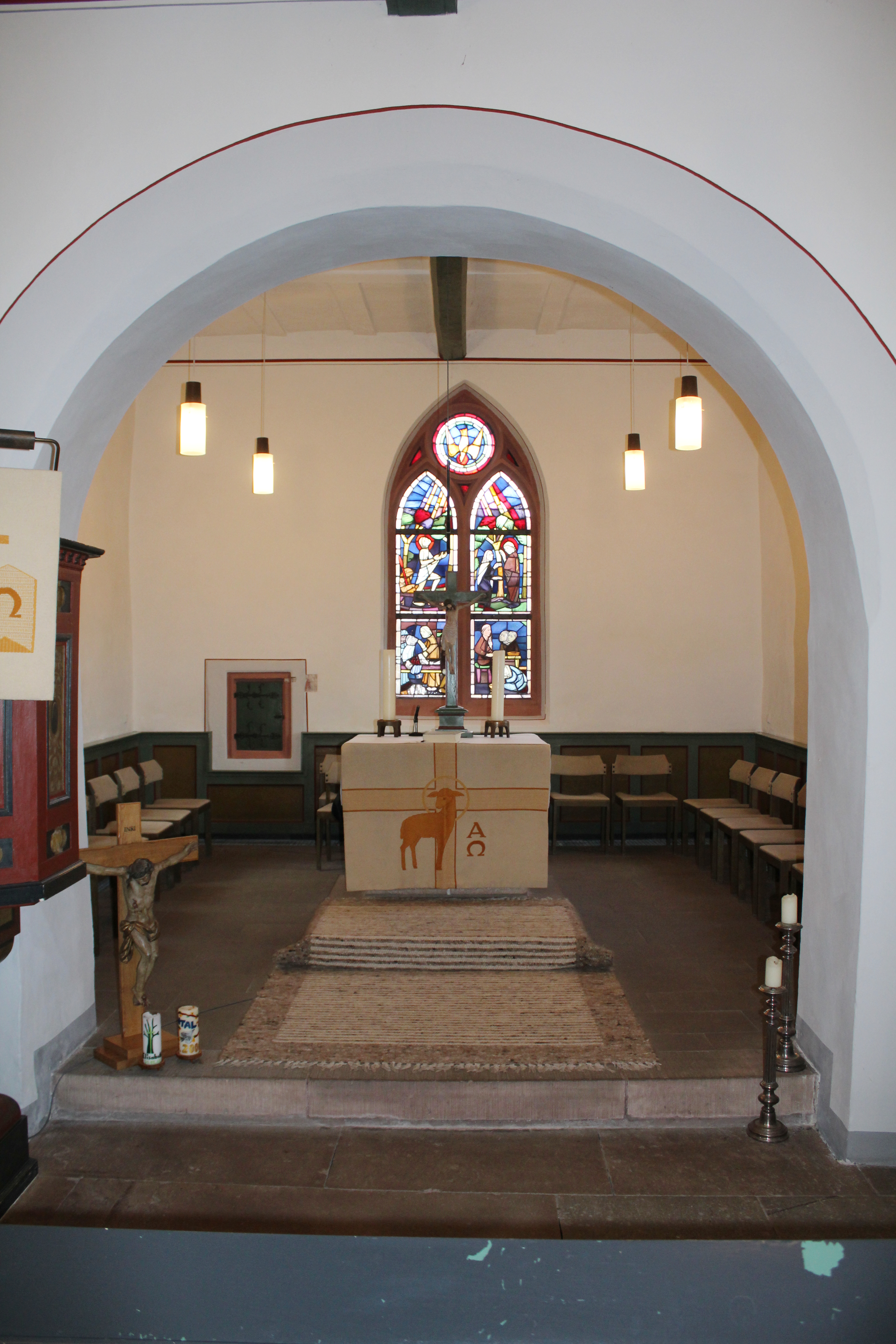
Blick Richtung Osten in den Chor

Der Innenraum wird von einer Flachdecke abgeschlossen, die auf einem Längsunterzug ruht, der von zwei achteckigen hölzernen Mittelpfosten mit kräftigen Bügen gestützt wird. Der westliche Pfosten nimmt zudem das Gewicht des Dachreiters auf. Die hölzerne Empore an der südlichen Langseite reicht bis an das kleine Fenster heran und ist im Westen durch eine Treppe zugänglich. Die Emporenbrüstung hat acht Füllungen, die abwechselnd rautenförmige und ovalförmige Rocaillenbemalungen haben.
Ältestes Inventarstück der Kirchenausstattung ist ein romanisches Taufbecken, das vor der Südseite des Chorbogens aufgestellt ist. An der Nordseite des Bogens ist die hölzerne Kanzel angebracht. Der polygonale Kanzelkorb mit hochrechteckigen Füllungen wird von einem viereckigen Fuß getragen, der nach einem Schwelbrand in den 1960er Jahren erneuert wurde. Zugänglich ist die Kanzel durch einen angeschlossenen Pfarrstuhl in der Nordostecke, der im unteren Bereich bemalte kassettierte Füllungen mit Rocaillen und im oberen Bereich durchbrochenes Rautenwerk aufweist und der als Sakristei dient.
Der Blockaltar mit überstehender Platte im Chor ist um eine Stufe erhöht. Er wurde bei der Innenrenovierung in den 1970er Jahren aus Sandstein neu aufgemauert. Auf dem Altar ist ein hölzernes Altarkreuz mit einem Kruzifix des Dreinageltypus aufgestellt. In der nördlichen Ostwand ist eine hochrechteckige Sakramentsnische aus spätgotischer Zeit mit einer eisenbeschlagenen Tür erhalten.
Das schlichte Kirchengestühl weist ebenso wie die Empore, Pfarrstuhl, Mittelpfosten und der Unterzug eine grüngraue Fassung auf.

## Orgel

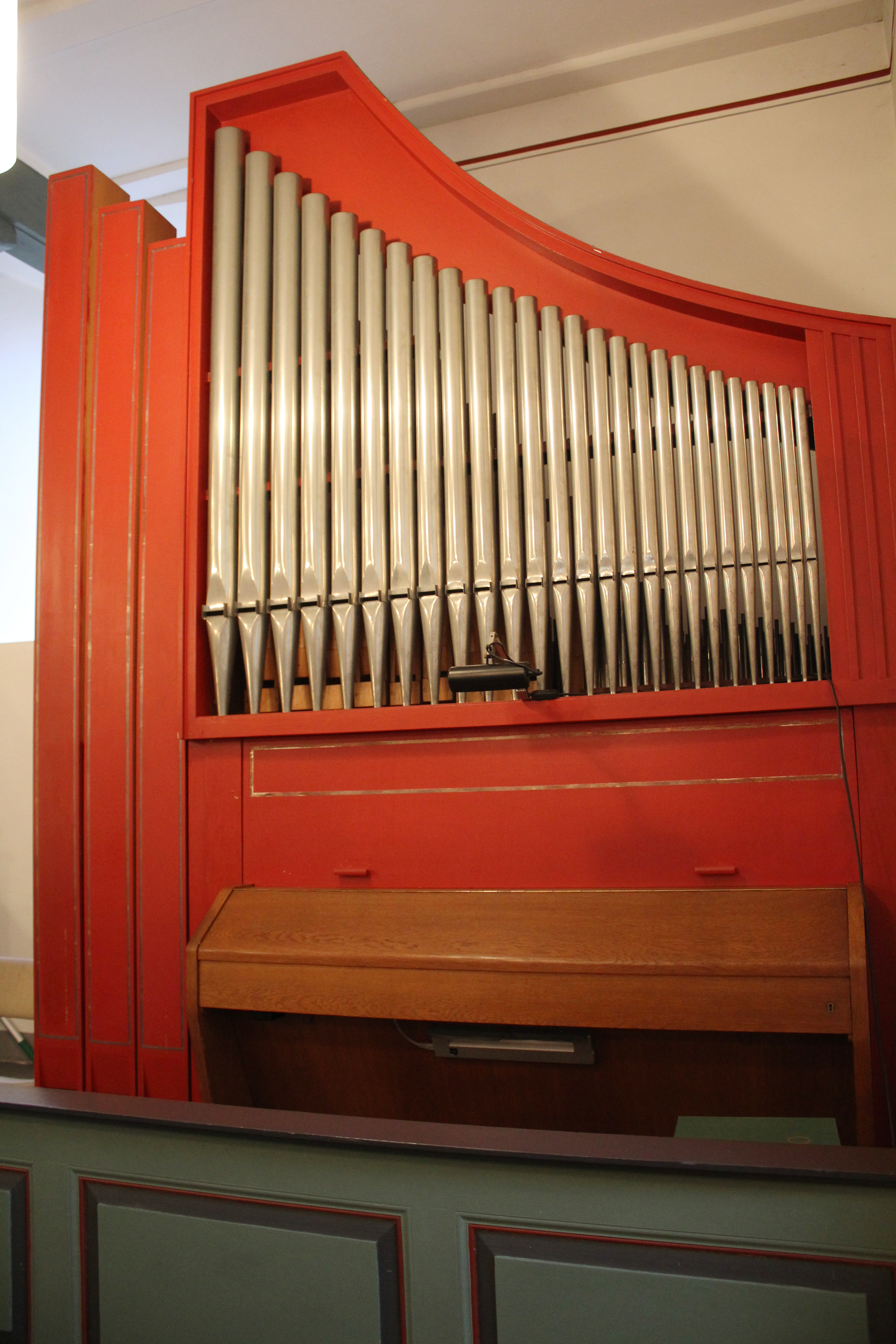
Bosch-Orgel von 1962

Die Gemeinde schaffte im Jahr 1892 eine erste Orgel von Ratzmann aus Gelnhausen an. Sie ist ebenerdig in der Nordwestecke aufgestellt. Die rote Fassung nimmt das Rot des Kanzelkorbs auf. Das heutige Instrument baute Werner Bosch im Jahr 1962 als opus 298. Es verfügt über fünf Register, die auf einem Manual und Pedal verteilt sind. Die Disposition lautet wie folgt:
| I Hauptwerk C–f3 |    |
| Gedackt          | 8′ |
| Prinzipal        | 4′ |
| Blockflöte       | 2′ |
| Mixtur II–III    |    |

| Pedal C–d1 |     |
| Subbass    | 16′ |

- Koppeln: I/P